# Аеродром Панчево
Панчевачки аеродром или аеродром Панчево је аеродром у близини града Панчева и у близини Београда. Аеродром се углавном користи за операције опште авијације. Има једну травнату полетно-слетну стазу дужине 1.000 метара и ширине 60 метара.
Аеродром за тестирање својих авиона користи и Фабрика авиона Утва, произвођач лаких спортских и тренажних авиона који се такође налази у Панчеву.

## Историја
Са панчевачког аеродрома 15. марта 1923. године кренули су авиони Франко-Руменске чете. Неколико дана касније, 25. марта, отпочели су саобраћај између Париза и Истанбула преко Панчева, први међународни летови за Београд или из њега. Дана 9. септембра исте године први авион је полетео на редовној линији из Београда за Букурешт. Ово је уједно био и први комерцијални ноћни лет у историји ваздухопловства. Лет од Париза до Панчева трајао је око 30 сати, а ноћни лет од Панчева до Букурешта четири сата.
ЦФРНА (Compagnie franco-roumaine de navigation aérienne) одлучила је да је летење ноћу једини начин да њен авион који лети на линији Париз-Београд-Букурешт-Истанбул победи чувени воз Оријент експреса за Истанбул.
Франко-Румен је 1925. променио име у ЦИДНА (Compagnie internationale de navigation aérienne), која је користила аеродром Панчево до маја 1927. године.
Овај аеродром је био прва веза Краљевине СХС са светом уговором из 1923, када је Србија први пут укључена у ваздушни саобраћај.
За предметни лет коришћен је француски Кодрон Ц-61, а први пилот био је Владимир Алексић.
Аеродром је коришћен и за обуку кадета Ваздухопловне академије Ваздухопловства Краљевине Југославије. После ослобођења, аеродром је коришћен као „Ваздухопловно-војна школа“. На месту старог панчевачког аеродрома данас се налазе хале фабрике авиона УТВА, као и травната полетно-слетна стаза која служи за пробне, спортске и тренажне летове.